# Live & on the Move!
| Recensione | Giudizio |
| ---------- | -------- |
| AllMusic   | [ 1 ]    |

Live & on the Move! è un doppio album discografico Live a nome di The James Cotton Band, pubblicato dall'etichetta discografica Buddah Records nel 1976.

## Tracce

### LP
Lato A
1. Cotton Boogie – 2:38 (James Cotton)
2. One More Mile – 2:46 (James Cotton)
3. All Walks of Life – 2:20 (James Cotton)
4. Born in Missouri – 4:40 (Joseph Willie Cobb)
5. Flip Flop & Fly – 5:08 (Lou Willie Turner, Chuck Calhoun)

Lato B
1. Mojo – 4:03 (Irvin Booker)
2. Rockett 88 – 2:36 (Jachi Brenston)
3. Goodbye My Lady – 4:27 (Mark  Klingman, Norman Don Smart II, Todd Rundgren)
4. I Don't Know – 3:27 (Willie Mabon)
5. Caldonia – 4:58 (James Cotton)

Lato C
1. Boogie Thing – 4:59 (Mat Murphy)
2. Good Morning Lil' School Girl – 3:20 (Sam Lightnin Hopkins)
3. Oh Baby You Don't Have to Go – 2:33 (James Cotton)
4. Help Me – 4:12 (Johnny Guitar Watson)
5. Fannie Mae – 3:56 (Bobby Robinson, Buster Brown)

Lato D
1. Hot 'n' Cold – 4:04 (Allen Toussaint)
2. Teeny Weeny Bit – 2:06 (Ian Whitcomb)
3. Blow Wind Blow – 3:10 (Dub Dickerson, Bryan Lindsay)
4. How Long Can a Fool Go Wrong – 8:19 (James Cotton)

## Musicisti
- James Super Harp Cotton - voce solista, armonica
- Mat Guitar Murphy - chitarra solista
- George T. Gregory, III - sassofono
- Mike Captain Z Zaitchik - tastiere
- Charles Calmese - basso
- Ken Johnson - batteria

Note aggiuntive
- Al Dotoli - produttore (per la All Sound Audio, Inc., Quincy, Massachusetts)
- Registrato dal vivo al Shaboo Inn di Willimantic, Connecticut (Stati Uniti)
- Registrato in remoto da - Fedco, Providence, Rhode Island (Stati Uniti)
- Fred Ehrhardt - ingegnere delle registrazioni
- Remixato al Sea-Saint Recording Studio di New Orleans, Louisiana (Stati Uniti)
- Ken Laxton - ingegnere delle registrazioni
- Mastering effettuato al Frankfort-Wayne di New York City, New York (Stati Uniti)
- Domenick Romeo - ingegnere del mastering
- Mark Martineau - fotografie
- Milton Sincoff - direzione creative packaging
- Larry Links Faherty - road manager
- Steve Muggsy Murray - equipment manager[2]